# Hagemeyer (Unternehmen)
Hagemeyer mit Verwaltungssitz in München war mit 55 Standorten und 1700 Mitarbeitern einer der führenden elektrotechnischen Großhändler in Deutschland und eine 100%ige Tochter der französischen Rexel-Gruppe.
Im Februar 2019 wurde Hagemeyer zu Rexel umfirmiert.

## Geschichte
Hagemeyer entstand aus dem 1920 in München gegründeten Elektrogroßhandel J. Fröschl & Co. Dieses Unternehmen expandierte nach dem Zweiten Weltkrieg durch die Eröffnung neuer Niederlassungen an Standorten im südbayerischen Raum. 1987 erfolgte durch die Übernahme des fränkischen Elektrogroßhandels Ziesenhenne & Appel die flächendeckende Erschließung Bayerns. 
1991 schloss sich die ETG J. Fröschl und Co. dem 1900 in Indonesien gegründeten börsennotierten Handelskonzern Hagemeyer mit Sitz in Naarden, Niederlande, an. Durch eine intensive Akquisitionsstrategie und durch organisches Wachstum erfolgte die Ausweitung der geschäftlichen Aktivitäten auf ganz Deutschland.
2004 wurde die Umfirmierung in Hagemeyer Deutschland GmbH & Co. KG vollzogen. 
Seit 2008 ist Hagemeyer eine der bedeutenden Landesgesellschaften der internationalen Rexel-Gruppe.
Die Rexel-Gruppe mit ihrer Zentrale in Paris ist in 32 Ländern an 2100 Standorten vertreten und gehört mit rund 28.000 Mitarbeitern zu den weltweit führenden Anbietern von Produkten und Dienstleistungen rund um die Elektrotechnik.

## Produkte
Das Sortiment umfasst:
- Elektroinstallationsmaterial
- Gebäudeautomation
- Daten- und Netzwerktechnik
- Steuerungstechnik/Elektronik
- Lichttechnik
- Antennentechnik
- Haustechnik und Photovoltaik
- Elektrogroß- und Elektrokleingeräte
- Telekommunikation
- Werkzeuge und Arbeitsschutz